# Cartoon Art Museum

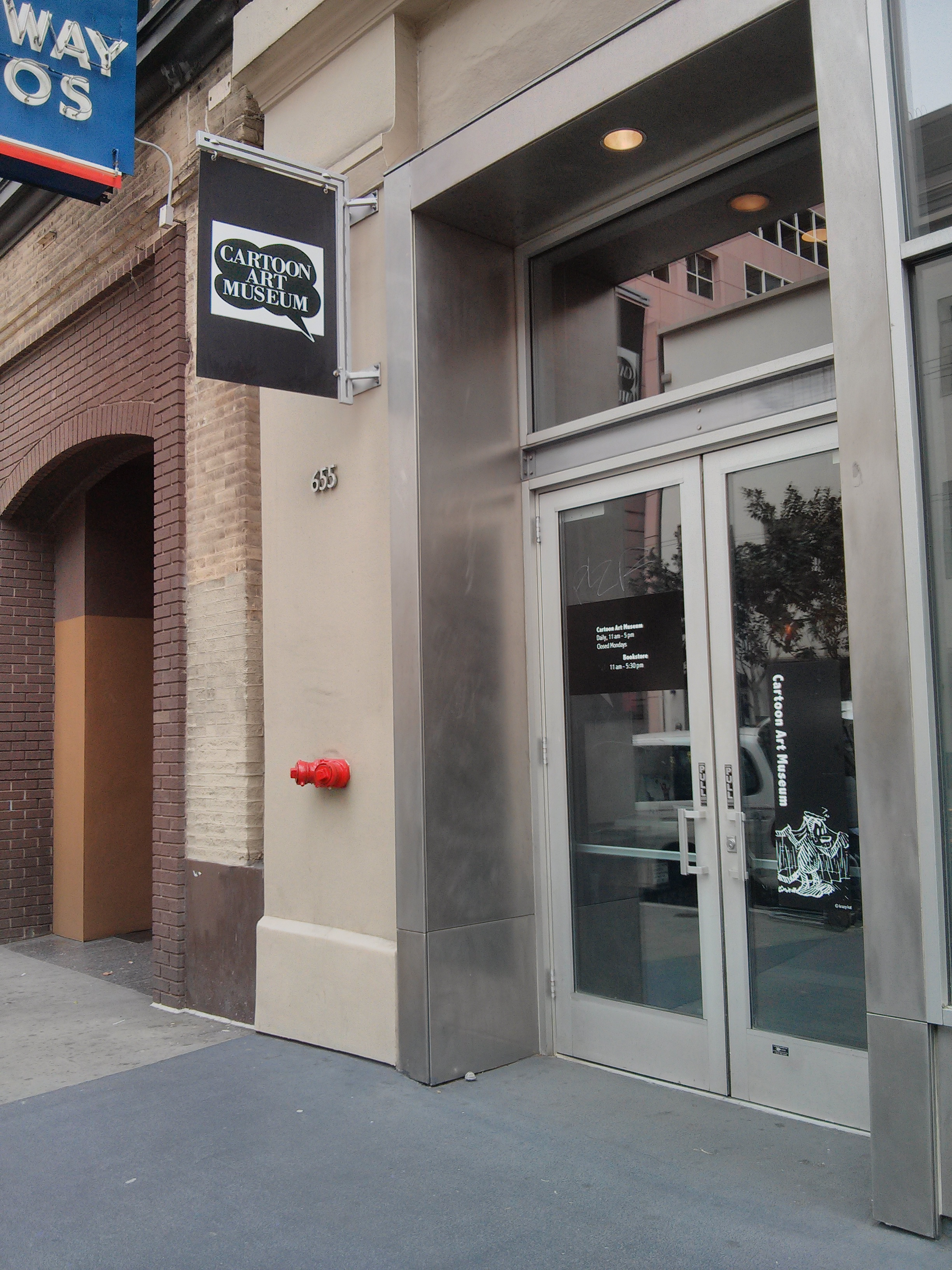
Le Cartoon Art Museum à son emplacement de Mission Street (1995-2015).

Le Cartoon Art Museum est un musée américain consacré à la bande dessinée. Créé en 1984 à San Francisco autour de Malcolm Whyte, il se contente dans un premier temps d'organiser des expositions, avant qu'une aide de Charles Schulz lui permette de s'installer dans le quartier des Yerba Buena Gardens (en) en 1987. En 1995, le musée déménage au 665 Mission Street, puis s'installe au 814 de la même rue en 2001. De 1987 à sa fermeture provisoire en 2015, le musée organise plus de 200 expositions et publie une vingtaine de livres. Il est dirigé depuis 2010 par Summerlea Kashar.
Il rouvre en octobre 2017 dans un nouveau bâtiment plus spacieux en bord de baie au 781 Beach Street, à proximité du musée maritime, de Ghirardelli Square et de l'une des lignes du tramway touristique de San Francisco.